# Andreas Inghelram
Andreas Inghelram (Middelkerke, 20 september 1901 - aldaar, 24 november 1997) was een Belgische politicus. Hij was van Vlaams-nationalistische strekking en burgemeester van Middelkerke.

## Biografie
Inghelram was onderwijzer. In de Eerste Wereldoorlog was hij als vrijwilliger actief geweest. Hij werd na de oorlog in Westende secretaris van de VOS en was actief in de Vlaamse beweging in Middelkerke.
Hij ging in Middelkerke in de politiek en bij de gemeenteraadsverkiezingen van 9 oktober 1932 kwam voor het eerst een derde partij op met de Vlaams-nationalistische lijst "Elk Zijn Recht" van Inghelram. De lijst behaalde ongeveer 10% van de stemmen, maar geen zetel en de liberalen bleven aan de macht. Bij de gemeenteraadsverkiezingen van 1938 trokken de katholieken en Vlaamsgezinden met een lijst naar de verkiezingen, als tegengewicht voor de liberale lijst. De lijst telde hoofdzakelijk katholieken, naast Inghelram en een andere VNV'er. Ditmaal nam echter ook een socialistisch lijst deel. De liberalen wonnen weer de verkiezingen, maar Inghelram haalde nu wel een zetel.
Van september 1943 tot de bevrijding van september 1944 werd Inghelram door de bezetter geïnstalleerd als oorlogsburgemeester van Middelkerke. Na de oorlog werd zijn voorganger Simon Beheyt opnieuw burgemeester en werd Inghelram gearresteerd, opgesloten en veroordeeld tot vijf jaar cel wegens landverraad en het tijdelijk verlies van zijn politieke rechten.
Desondanks was hij na zijn gevangenschap medeoprichter van een plaatselijke Volksunie-afdeling in Middelkerke, maar mocht hij nog niet deelnemen aan de verkiezingen. Uiteindelijk kreeg hij zijn politieke rechten terug en begon een verzekeringskantoor. Hij werd ook plaatselijk voorzitter van het Davidsfonds.
Inghelram keerde terug in de gemeentepolitiek en bij de verkiezingen van 1970 werd hij lijsttrekker van de lijst "de Stem van het Volk". De lijst telde enkele katholieken en enkele VU-politici. Stem van het Volk won de verkiezingen en haalde vijf zetels, waarvan er vier naar Vlaams-nationalisten gingen. Men maakte een coalitie met de CVP en Inghelram werd burgemeester. Omdat er eerst nog weerstand was tegen zijn aanstelling wegens zijn oorlogsverleden, werd hij pas na negen maanden aangesteld. Bij de verkiezingen van 1976 werd de CVP de winnaar, maar Inghelram werd weer burgemeester toen zijn lijst een coalitie aanging met Gemeentebelangen. Bij de verkiezingen van 1982 werd Inghelram lijstduwer. Lijsttrekker Julien Desseyn werd de nieuwe burgemeester en Inghelram stopte met politiek.